# Lunar Laser Ranging

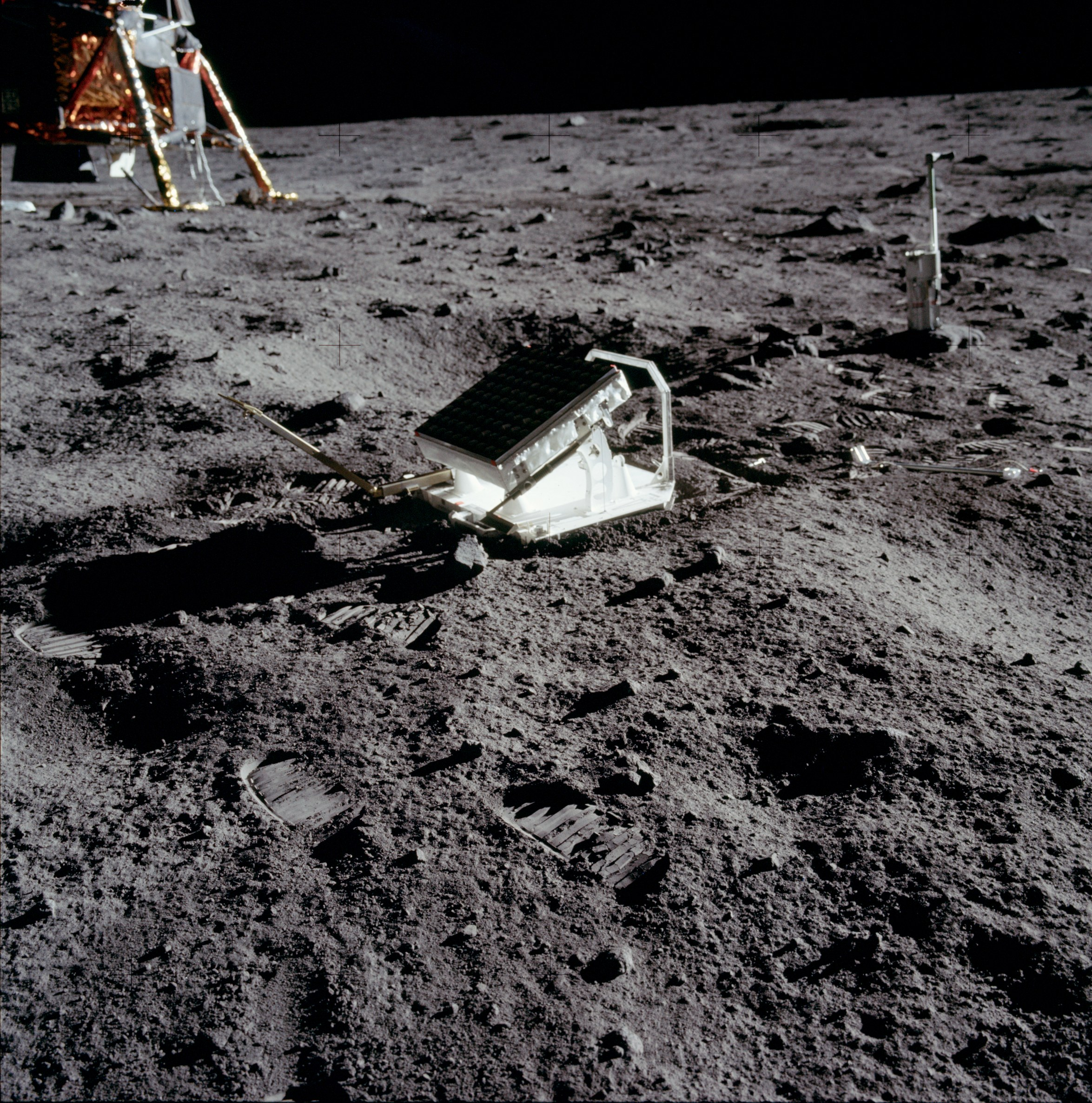
Retroreflektor der Apollo-11-Mission

Beim Lunar Laser Ranging (kurz: LLR) werden, von Bodenstationen auf der Erde ausgehend, Laufzeitmessungen von Laserpulsen zu Retroreflektoren auf dem Mond und zurück durchgeführt. LLR-Messungen liefern Informationen zum Erde-Mond-System, zur Mondrotation sowie zur Überprüfung der Gravitationsphysik.
Gegenwärtig liegt die Genauigkeit der Messungen bei einigen Zentimetern in der Erde-Mond-Distanz. Dieser Abstand beträgt im zeitlichen Mittel rund 384.400 km.

## Reflektoren auf dem Mond

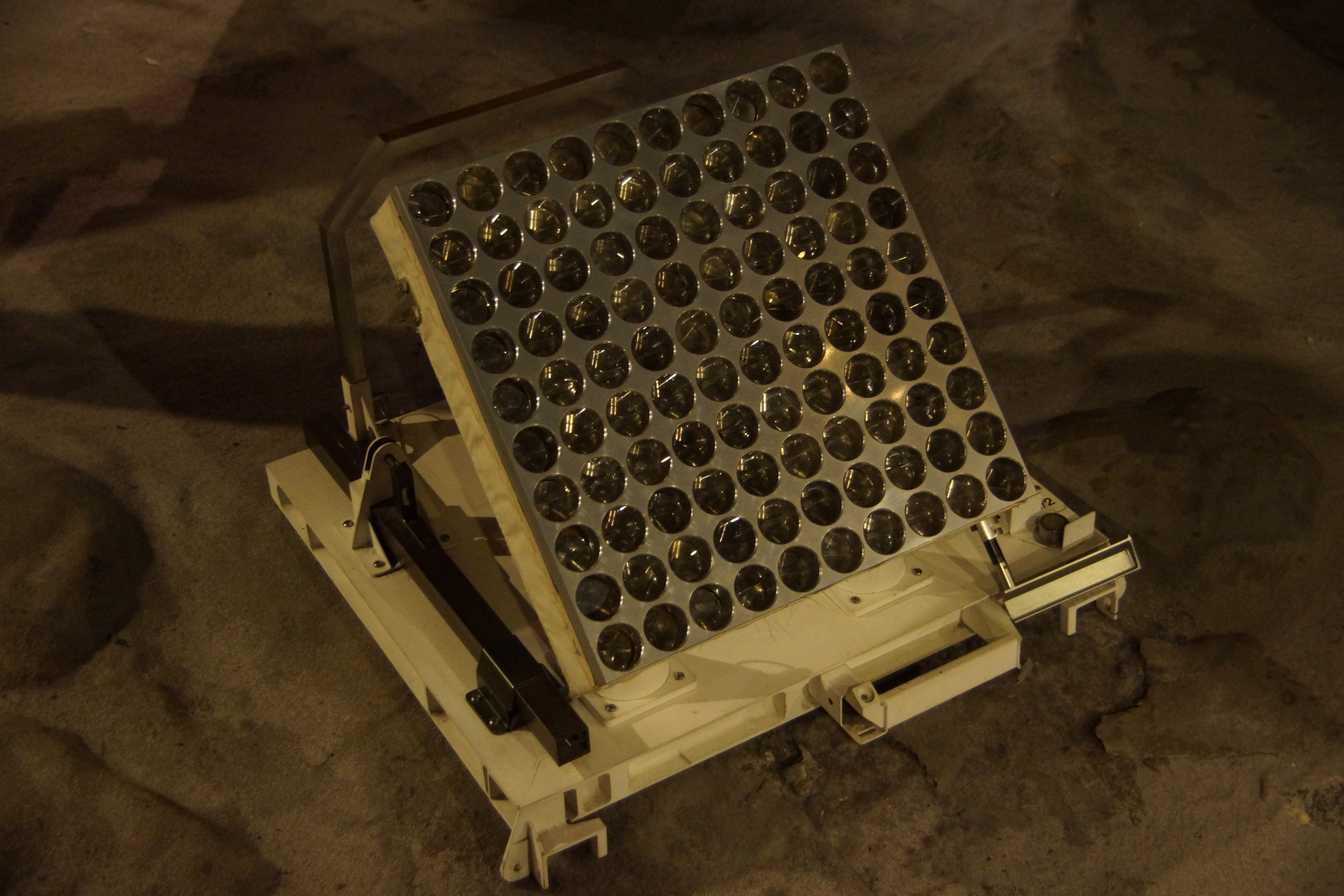
Replik des Reflektors der Apollo-11-Mission im Science Museum in London

Retroreflektoren haben die Eigenschaft, ankommendes Licht genau in dieselbe Richtung zurückzuwerfen, aus der die Strahlung kommt. Die zurzeit verwendeten Retroreflektoren bestehen aus bis zu 300 Tripelprismen von jeweils 4 cm Durchmesser, die auf einem Aluminiumrahmen montiert sind. Für die Herstellung der Prismen für die Reflektoren der Apollo-Missionen wurde ein hochtemperaturfestes Quarzglas mit einem besonders niedrigen Brechungsindex verwendet. Die Entwicklung des Glases und die Herstellung der Prismen wurde von der Firma Heraeus in Hanau unter anderem von den Ingenieuren Heinrich Mohn und Peter Hitzschke durchgeführt.
Der erste Retroreflektor wurde im Juli 1969 von Astronauten der Apollo-11-Mission auf der Mondoberfläche im Mare Tranquillitatis installiert, zwei weitere Reflektoren 1971 von der Apollo 14-Mission nördlich des Kraters Fra Mauro und von der Apollo 15-Mission an der Hadley-Rille. 1970 konnte ein Reflektor mit der sowjetischen Lunochod-1-Mission auf dem Mond platziert werden. Signale dieses Reflektors konnten jedoch bereits seit den 1970er Jahren nicht mehr nachgewiesen werden. Die Gründe dafür waren über viele Jahre nicht bekannt. Nachdem die amerikanische Mondsonde Lunar Reconnaissance Orbiter im Jahr 2010 Aufnahmen von Lunochod 1 gemacht hatte und daher die Position genauer bestimmt werden konnte, wurde der Laserreflektor erstmals wieder erfolgreich anvisiert. 1973 konnte schließlich ein weiterer Reflektor durch die Lunochod-2-Mission abgesetzt werden, der nach wie vor für Messungen genutzt werden kann.
Die Verbesserung der Messgenauigkeit in den Millimeterbereich ist mit diesen Retroreflektoren nicht möglich. Ihre Einzelprismen sind, schon wegen der Libration, nicht alle gleich weit entfernt; die vielen kurzen Echo-Impulse bilden überlappend einen längeren Impuls. Ein neues Konzept sieht vor, weniger, aber größere Prismen oder hohle Tripelspiegel in der Entfernung so tief gestaffelt zu platzieren, dass das Echo in einen Kamm aufgelöst werden kann.

## LLR-Bodenstationen

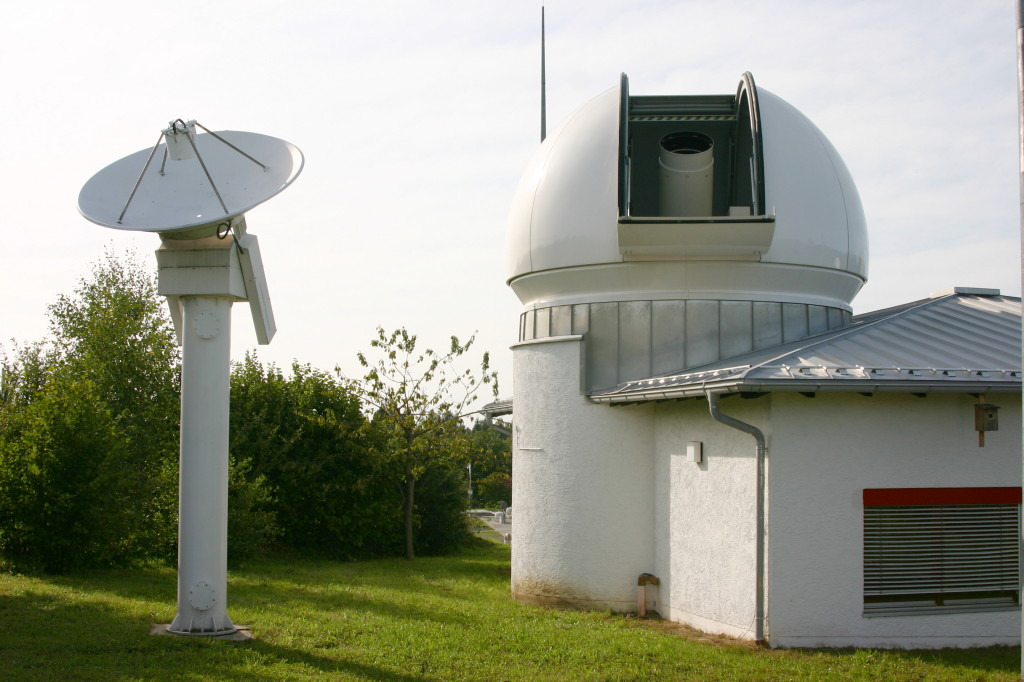
Laser-Ranging-System des geodätischen Observatoriums Wettzell in Bayern

Seit dem Absetzen des ersten Reflektors auf dem Mond durch die Apollo-11-Mission werden Messungen am McDonald-Observatorium nahe Fort Davis, Texas durchgeführt. 1984 wurde eine weitere Station des Lure Observatory auf dem Haleakalā auf der Insel Maui, Hawaii sowie eine Laserstation des Observatoire de Calern in Betrieb genommen. Im Jahre 2005 wurde das Apollo-System (Apache Point Observatory Lunar Laser-Ranging Operation) in New Mexico in Dienst gestellt. Gelegentlich wurden auch Beobachtungen auf der geodätischen Fundamentalstation Wettzell im Bayerischen Wald sowie auf der australischen Station Orroral ausgeführt.
Die Stationen verwenden Teleskope mit Aperturdurchmessern bis 350 cm, die im Zeitmultiplex sowohl zum Senden als auch Empfangen verwendet werden. Beim Senden wird der Laserstrahl aufgeweitet, um auf dem Mond eine kleine Fläche um den gewählten Reflektorstandort ausleuchten zu können, begrenzt durch die Luftunruhe auf etwa 70 km². Die Impulsenergie beträgt typ. 100 mJ (APOLLO-Projekt: Pulsdauer 90 ps FWHM, Pulsenergie 115 mJ), was bei der Wellenlänge von 532 nm (Nd:YAG, frequenzverdoppelt) etwa 3·1018 Photonen entspricht. Davon wird im Mittel weniger als eines (mit dem 75-cm-Wettzell-Teleskop) bzw. werden einige wenige (mit dem 1,5-m-Teleskop an der Côte d’Azur) vom Detektor registriert. Beide Stationen arbeiten mit einer Pulsrate von 10 Hz.
Die genauen Positionen der Teleskope im ITRS werden durch Laufzeitmessungen zu Navigationssatelliten bestimmt. Einige GPS- und GLONASS- sowie alle Galileo-Satelliten tragen Retroreflektoren.

## Auswertung der LLR-Messung
Trotz Verwendung schmalbandiger Interferenzfilter geht das Nutzsignal im Störlicht völlig unter, wenn man nicht weiß, wo man suchen muss. Es sind die für eine bestimmte Epoche erwartete Laufzeit und deren Änderungsrate (Größenordnung 100 m/s) in Abzug zu bringen. Die so reduzierten Laufzeiten sollten über tausende Impulse (mehrere Minuten Messdauer) stabil sein und sich in einem Histogramm als scharfe Linie vom Untergrund abheben. Die Position dieser Linie stellt den Messwert zu der Epoche dar, einen sog. Normalpunkt. Seit 1970 wurden mehr als 20.000 Normalpunkte ermittelt. Die Analyse der Normalpunkte gelingt mit Hilfe umfangreicher Programmpakete. Diese enthalten einen Ephemeridenteil für die Bewegung der astronomischen Körper einerseits und einem Teil, welcher der Parameterschätzung dient.

## Ergebnisse aus LLR-Messungen
Laserentfernungsmessungen liefern Informationen zu verschiedenen Aspekten des Erde-Mond-Systems, wie zum Beispiel geozentrische Koordinaten von stationären oder mobilen Laserstationen, die bis auf 3–5 cm genau bestimmt werden können. Da sich die Laserstationen zum Teil auf unterschiedlichen Kontinentalplatten befinden, können optional Stationsbewegungen in Form von Driftraten mit einer Genauigkeit von rund 0,4 cm geschätzt werden. Weiterhin lassen sich aus LLR-Daten wichtige Informationen zur Form des Mondes (Trägheitstensor, Gezeitendeformation) ableiten sowie die Zunahme der Mondentfernung um ca. 3,8 cm pro Jahr aufgrund der Gezeitenreibung, die auch die Erdrotation bremst.
Darüber hinaus können aus Laserentfernungsmessungen zum Mond relativistisch bedeutsame Größen und Erdrotationsparameter abgeleitet werden.